# Coregonus alpinus
Coregonus alpinus
Espèce
Statut de conservation UICN

 LC  : Préoccupation mineure
Le kropfer (Coregonus alpinus) est une espèce de poissons d'eau douce de la famille des corégones. On ne le trouve que dans les eaux profondes du lac de Thoune en Suisse. Il fraie entre les mois d'aout et décembre et dépose ses œufs près des deltas à 40 à 150 m de profondeur. Il apprécie les eaux froides et propres et se nourrit essentiellement de chironomidés (apparentés aux moustiques) et de gammares (petits crustacés).

## Description
Le kropfer a une longueur d'environ 25 cm. Les nageoires pectorales représentent 17 à 23% des exemplaires de plus de 20 cm. Le diamètre des yeux représente 20 à 24% de la longueur de la tête. Il possède 13 à 28 épines branchiales et ses nageoires sont ourlées de noir.
Il a été initialement décrit comme sous-espèce de Coregonus schinzii, tout comme la féra du Léman, avant d'être élevé au rang d'espèce par Maurice Kottelat en 1997.
Une grande partie des poissons vivant dans le lac de Thoune sont des corégones. Les eaux du lac étant relativement pauvres en nutriments, notamment en phosphore, leur croissance est plutôt lente.  Les corégones se sont spécialisés en fonction de leur habitat et de leurs habitudes alimentaires. Le kropfer se partage donc le lac avec le brienzlig (Coregonus albellus), l'albock (Coregonus fatioi) et le balchen ainsi qu'avec deux autres espèces éventuelles qui n'ont pas encore été décrites, le tiefenalbock (l'albock des profondeurs) et une espèce apparentée au Coregonus macrophthalmus. Cependant, en raison de leur proximité génétique, les possibilités d'hybridation sont importantes, ce qui a notamment été le cas lorsque l'équilibre du lac était perturbé par un apport important de phosphore dans la deuxième moitié du XXe siècle.
Au début des années 2000, les corégones du lac de Thoune présentaient des déformations des organes génitaux. La cause n'a pas pu être déterminée, mais est en lien avec leur alimentation et le plancton absorbé. Certains ont suggéré que le lac avait été pollué par des dépôts de munition ou par la construction de lignes ferroviaires.